# Leere Welt
Leere Welt ist der Titel eines 1977 erschienenen Romans von John Christopher und der gleichnamigen Verfilmung von 1987.

## Inhalt
Bei einem Autounfall verliert der 15-jährige Neil Miller (Filmname „Tom“) seine Eltern und lebt bei seinen Großeltern in einem Küstendorf. Über internationale Flughäfen kommt die sogenannte Kalkuttapest nach England. Zunächst werden nur ältere Menschen von dieser Krankheit getötet, aber mit der Zeit werden die Opfer immer jünger.
Nachdem seine Großeltern und die meisten Menschen im Dorf gestorben sind, begibt sich Neil ins menschenleere London, um dort nach Überlebenden zu suchen. Er trifft auf Lucy und Billie (Helen und Kiki) und zieht mit den zwei Mädchen umher. Am Ende verliebt sich Neil in Lucy, und Billie (die extrem eifersüchtig wird) versucht diese beginnende Liebe zu beenden. Schließlich steht Neil vor einer wichtigen Entscheidung und stellt fest, dass er ziemlich viel über das Leben gelernt hat.

## Verfilmung
Die verfilmte Version spielt, da es sich um einen deutschen Fernsehfilm für das ZDF handelt, unter anderem in München. Der Fernsehfilm wurde bisher nur einmal am 9. November 1987 um 19:30 Uhr im ZDF ausgestrahlt. Regie führte Wolfgang Panzer. Im Film muss der Junge keine Entscheidung zwischen den Mädchen Helen und Kiki treffen, da eines der Mädchen der Seuche zum Opfer fällt.
Eine aktuelle Version der Verfilmung ist momentan bei der deutschen Produktionsfirma Lago Film und der in Los Angeles ansässigen Produktionsfirma Cherry Road Films in Entwicklung.